# Аккайська культура

Зразки кам'яного знаряддя характерного для аккайської культури

Акка́йська культу́ра (англ. Ak-Kaya Mousterian Culture; Aq Qaya Culture) — археологічна культура мустьєрської доби раннього палеоліту.
Відкрита і досліджена Кримською палеолітичною експедицією в 1970—80-их рр., яку очолював Колосов Юрій Георгійович.
Датується 100/110—30/35 тисяч років тому.
Представлена майже 20 здебільшого печерними стоянками, зосередженими на сході Криму.
Найкраще вивчені такі стоянки, як Заскельне V та VI, Сари-Кая I, Балки (Червона Балка), Пролом II та інші.
Розкопано кам'яні знаряддя, серед яких характерні двобічно оброблені ножі, нечисленні знаряддя з кістки та унікальні вироби з різьбленої кістки (Пролом II). Серед фауністичних залишків переважають кістки мамонта, коня, бізона, сайги, що вказує на певну спеціалізацію в мисливстві. На деяких стоянках відкрито скелетні останки неандертальців (до 7 особин), частина з яких була в спеціальних похованнях.
Близькі за аналогією пам'ятки відомі на території Центральної Європи, але багато даних свідчить на користь місцевого походження Аккайської культури.